# Stephen McPhail
Stephen McPhail (Londra, 9 dicembre 1979) è un ex calciatore irlandese, centrocampista.

## Carriera

### Club
Ha giocato nella prima divisione inglese ed in quella irlandese.

### Nazionale
Ha partecipato ai Mondiali Under-20 del 1999.

## Palmarès

### Club

#### Competizioni giovanili
- FA Youth Cup: 1

Leeds United: 1996-1997